# Lago Otún
Il lago Otún (in spagnolo Laguna del Otún) è un piccolo lago della Colombia, sito nel Dipartimento di Risaralda. È posto ad un'altitudine di 3900 metri sul livello del mare, e copre un'estensione di 1,5 chilometri quadrati. Di origine glaciale, alimentato dalla fusione del ghiacciaio del vulcano Santa Isabel, il lago è la fonte del fiume Otún.
Il lago Otún è un importante luogo di riproduzione per diverse specie di uccelli a rischio di estinzione, tra cui l'anatra di torrente colombiana, la sottospecie andina del gobbo della Giamaica e dell'alzavola marezzata e il beccacino di Jameson.
Il lago Otún contiene una grande popolazione di trote iridee, introdotte per la pesca sportiva e come un'attrazione per i turisti.